# Sandra Gockel

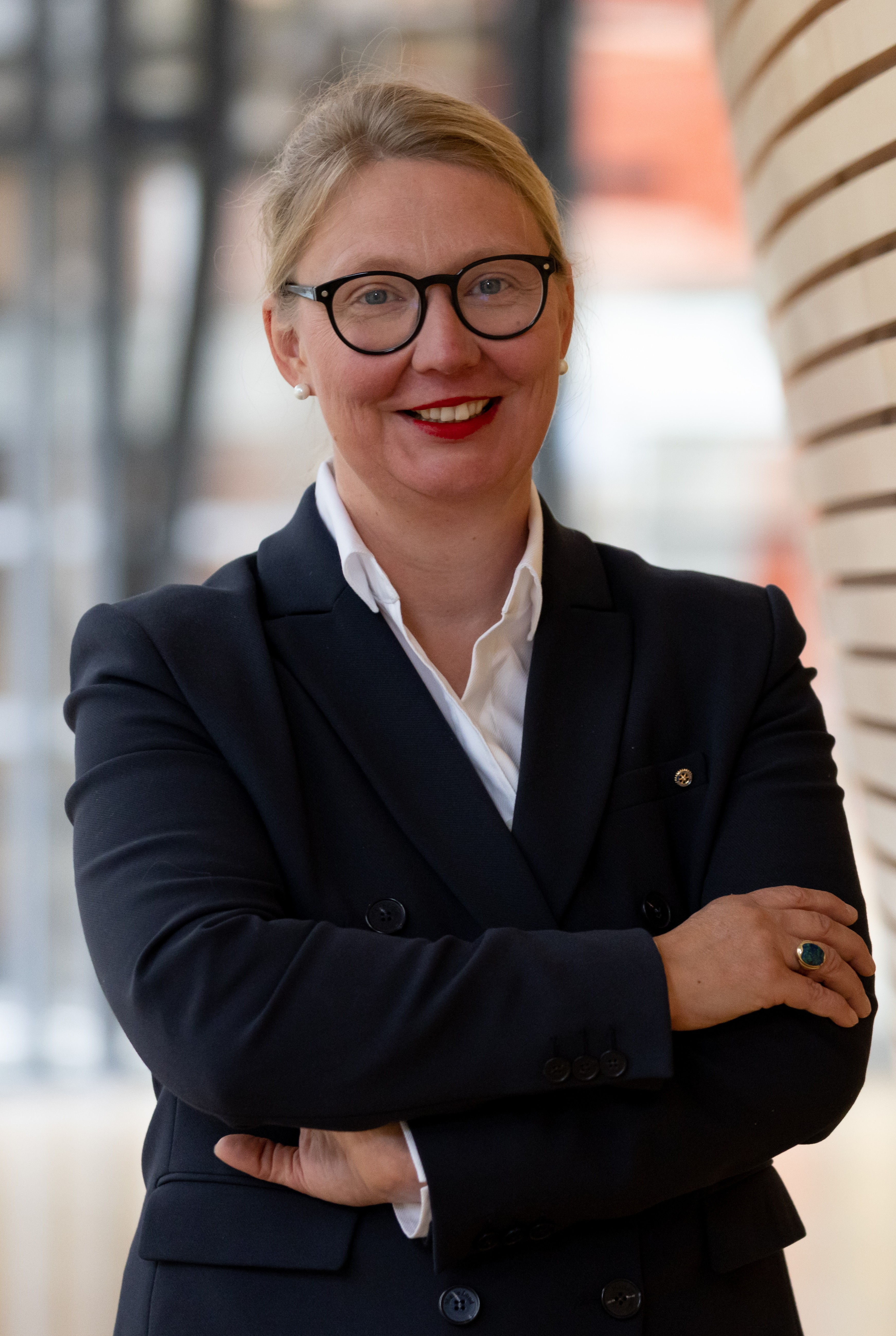
Sandra Gockel (MdL, CDU)

Sandra Gockel (* 8. Mai 1974 in Brandenburg an der Havel) ist eine deutsche Politikerin (CDU). Seit 2022 ist sie Abgeordnete im Sächsischen Landtag.

## Leben
Gockel wuchs im Vorerzgebirge auf. Von 1992 bis 1997 studierte sie Kunst, Geographie und evangelische Religion auf Lehramt für Gymnasien an der Technischen Universität Dresden. Von 1997 bis 1999 absolvierte sie ihr Referendariat am Ulrich-Rülein-Gymnasium in Freiberg. Von 1999 bis 2001 war sie an der Gründung und dem Aufbau des Evangelischen Gymnasiums in Annaberg-Buchholz beteiligt. Von 2001 bis 2008 war sie Internatsleiterin am Sächsischen Landesgymnasium Sankt Afra in Meißen, wurde dort im Schuljahr 2007/08 kommissarisch ins Amt der stellvertretenden Schulleiterin berufen. Von 2008 bis 2011 bekleidete sie diese Funktion am Sportgymnasium Dresden. Von 2011 bis 2014 war sie stellvertretende Schulleiterin des Lößnitzgymnasiums in Radebeul. Von 2014 bis zu ihrem Einzug in den Landtag 2022 war sie Schulleiterin des Ehrenfried-Walther-von-Tschirnhaus-Gymnasiums in der Dresdner Südvorstadt, das sie mitgründete und -aufbaute.
Gockel lebt in Heidenau, ist verheiratet und hat vier Kinder.

## Politik
Gockel ist Mitglied der CDU. Seit 2013 ist sie Mitglied des Landesvorstands der CDU Sachsen. Seit 2015 ist sie Landesvorsitzende der Frauen-Union Sachsen.
Bei der Landtagswahl in Sachsen 2019 kandidierte Gockel auf Platz 20 der Landesliste ihrer Partei, verpasste jedoch zunächst den Einzug in den Landtag. Am 5. Juli 2022 rückte sie für Lars Rohwer in den Landtag nach. Seit 2023 ist sie stellvertretende Landesvorsitzende der CDU Sachsen.
Gockel kandidierte bei der Landtagswahl in Sachsen 2024 als Direktkandidatin im Wahlkreis Sächsische Schweiz-Osterzgebirge 3 (Heidenau, Pirna, Dohna, Bad Gottleuba-Berggießhübel und Liebstadt) und auf Platz acht der Landesliste der CDU Sachsen. Sie konnte sich zwar im Direktwahlkreis nicht gegen den amtierenden Wahlkreisinhaber durchsetzen, konnte jedoch die Anzahl der auf sie entfallenen absoluten Stimmen steigern. Über ihren Platz auf der Landesliste wurde sie Mitglied im 8. Sächsischen Landtag. Sie ist außerdem stellvertretende Fraktionsvorsitzende der CDU-Fraktion im 8. Sächsischen Landtag.
Gockel war von 2024 bis Juni 2025 Vizepräsidentin des Deutschen Roten Kreuzes (DRK) im Kreisverband Pirna und hat anschließend das Amt der Präsidentin übernommen.